# Меґґі Чун
Меґґі Чжан Маньюй (кит.: 張曼玉; піньїнь: Zhāng Mànyù; англ. Maggie Cheung; нар. 20 вересня 1964) — гонконзька акторка, філантропка, колишня модель. Найвідоміші ролі — у фільмах «Любовний настрій» (2000) та «Очищення» (2004), за який отримала Приз за найкращу жіночу роль Каннського кінофестивалю. Володарка п'яти нагород Гонконзької кінопремії, чотирьох нагород премії «Золотий кінь» і Срібного ведмедя Берлінале.

## Біографія
Народилася у Гонконгу 20 вересня 1964 року. Навчалася у Початковій католицькій школі св. Павла, де починала з початкового рівня. Коли їй було 8, її сім'я емігрувала з Гонконгу до Великої Британії. Частину свого дитинства та юності вона провела в лондонському районі Бромлі. У 1982 році приїхала до Гонконгу на відпочинок і лишилася працювати моделлю.
У 1983 посіла друге місце на конкурсі «Міс Гонконг» і отримала нагороду «Міс фотогенічність». У тому ж році стала півфіналісткою конкурсу Міс Світу. Після двох років роботи телеведучою підписала контракт із TVB (Shaw Bros. Studio).
Меґґі Чун володіє трьома діалектами китайської, французькою та англійською.

## Кар'єра
Незабаром після дебюту запрошена Джекі Чаном на роль у фільмі «Поліційна історія», що приніс акторці широку знаність. Їй почали пропонувати нові й нові ролі, але, попри популярність, це були в основному комедійні ролі слабких і незграбних жінок. Усе змінилося після ролі в режисерському дебюті Вонга Карвая «Поки не висохнуть сльози» (1988), що став першою з багатьох співпраць із ним. У 1989 році Чун перемогла в акторській номінації на Премії «Золотий кінь» і Гонконзькій кінопремії за ролі у фільмах «Повня у Нью-Йорку» і «Історія рибки» відповідно. У 1991 році стала першою китайською акторкою, яка отримала Приз найкращій акторці на Берлінале (за роль у фільмі «Центральна сцена»). Численними різнобічними ролями вона підтвердила свою акторську багатогранність.
Після річної перерви у 1995 році повернулася з роллю у фільмі Олів'є Ассаяса «Ірма Веп». Широке схвалення отримав її перформанс у романтичній драмі «Товариші: Майже любовна історія». Наступного року дебютувала в англомовній картині Вейна Вана «Китайська шкатулка».
Після шлюбу з Олів'є Ассаясом у 1989 році більшість часу проводить у Франції. У 2000 році виконала свою найбільш знану роль у фільмі «Любовний настрій». Згодом знялася у фільмі «Герой» Чжана Їмоу. На 57-у Каннському кінофестивалі виграла Приз найкращій акторці за роль у фільмі «Очищення».
Була членкинею журі на Берлінському кінофестивалі 1997 року, Венеційському кінофестивалі 1999 року, Гавайському міжнародному кінофестивалі 2004 року, Каннському кінофестивалі 2007 року та Міжнародному кінофестивалі у Марракеші 2010 року.
Зрештою припинила зніматися у фільмах, присвятивши себе філантропії та музиці. У квітні 2010 року призначена посолкою ЮНІСЕФ у Китаї.

## Фільмографія
| Рік  | Оригінальна назва          | Англійська назва                      | Українська назва                         | Пр.              |
| ---- | -------------------------- | ------------------------------------- | ---------------------------------------- | ---------------- |
| 1984 | 青蛙王子                   | Prince Charming                       | «Чарівний принц»                         |                  |
| 1984 | 緣份                       | Behind the Yellow Line                | «За жовтою лінією»                       |                  |
| 1985 | 摩登仙履奇緣               | Girl with the Diamond Slipper         | «Сучасна попелюшка»                      |                  |
| 1985 | 警察故事                   | Police Story                          | «Поліційна історія»                      |                  |
| 1985 | 聖誕奇遇結良緣             | It's a Drink, It's a Bomb             | «Різдвяні пригоди»                       |                  |
| 1986 | 玫瑰的故事                 | Lost Romance                          | «Втрачений роман»                        |                  |
| 1986 | 開心鬼撞鬼                 | Happy Ghost 3                         | «Щасливий привид III»                    |                  |
| 1986 | 原振俠與衛斯理             | The Seventh Curse                     | «Сьоме прокляття»                        |                  |
| 1987 | 七年之癢                   | Seven Years Itch                      | «Семирічний свербіж»                     | камео            |
| 1987 | 天賜良緣                   | Sister Cupid                          | «Сестра купідон»                         |                  |
| 1987 | 心跳一百                   | Heartbeat 100                         | «Пульс 100»                              |                  |
| 1987 | 精裝追女仔                 | The Romancing Star                    | «Переслідування зірки»                   |                  |
| 1987 | A計劃續集                  | Project A Part II                     | «Проєкт «А» 2»                           |                  |
| 1987 | 用愛捉伊人                 | You Are My Destiny                    | «Ти моя доля»                            | камео            |
| 1988 | 應召女郎1988               | Call Girl '88                         | «Дівчина за викликом 1988»               |                  |
| 1988 | 愛的逃兵                   | Love Soldier of Fortune               | «Закоханий дезертир»                     |                  |
| 1988 | 過埠新娘                   | Paper Marriage                        | «Паперовий шлюб»                         |                  |
| 1988 | 雙肥臨門                   | Double Fattiness                      | «Подвійна жирність»                      |                  |
| 1988 | 旺角卡門                   | As Tears Go By                        | «Поки не висохнуть сльози»               |                  |
| 1988 | 南北媽打                   | Mother vs. Mother                     | «Мати проти матері»                      |                  |
| 1988 | 月亮星星太陽               | Moon, Star, Sun                       | «Місяць, зірка, сонце»                   |                  |
| 1988 | 求愛敢死隊                 | How to Pick Girls Up!                 | «Як залицятися до дівчини»               |                  |
| 1988 | 警察故事續集               | Police Story 2                        | «Поліційна історія 2»                    |                  |
| 1988 | 肥貓流浪記                 | Beloved Son Of God                    |                                          |                  |
| 1988 | 黃色故事                   | The Game They Call Sex                |                                          |                  |
| 1988 | 流金歲月                   | Last Romance                          | «Останній роман»                         |                  |
| 1989 | 小小小警察                 | Little Cop                            | «Маленький поліцейський»                 |                  |
| 1989 | 不脫襪的人                 | A Fishy Story                         | «Історія рибки»                          |                  |
| 1989 | 少女心                     | Hearts No Flowers                     |                                          |                  |
| 1989 | 再見王老五                 | The Bachelor's Swan-Song              |                                          |                  |
| 1989 | 我要富貴                   | My Dear Son                           | «Мій любий син»                          |                  |
| 1989 | 求愛夜驚魂                 | In Between Loves                      |                                          |                  |
| 1989 | 急凍奇俠                   | The Iceman Cometh                     |                                          |                  |
| 1989 | 神勇雙妹嘜                 | Doubles Cause Troubles                |                                          |                  |
| 1990 | 人在紐約                   | Full Moon in New York                 | «Повня у Нью-Йорку»                      |                  |
| 1990 | 三人新世界                 | Heart into Hearts                     |                                          |                  |
| 1990 | 客途秋恨                   | Song of the Exile                     |                                          |                  |
| 1990 | 紅場飛龍                   | The Dragon from Russia                | «Дракон із Росії»                        |                  |
| 1990 | 愛在別鄉的季節             | Farewell China                        | «Прощавай, Китай»                        |                  |
| 1990 | 滾滾紅塵                   | Red Dust                              | «Червоний пил»                           |                  |
| 1990 | 阿飛正傳                   | Days of Being Wild                    | «Дикі дні»                               |                  |
| 1991 | 志在出位                   | Today's Hero                          |                                          |                  |
| 1991 | 豪門夜宴                   | The Banquet                           |                                          |                  |
| 1991 | 富貴吉祥                   | The Perfect Match                     |                                          |                  |
| 1991 | 黑雪                       | Will of Iron                          |                                          |                  |
| 1991 | 雙城故事                   | Alan & Eric - Between Hello & Goodbye |                                          |                  |
| 1991 | 阮玲玉                     | Center Stage                          | «Акторка»                                |                  |
| 1992 | 兩個女人，一個靚，一個唔靚 | Too Happy for Words                   |                                          | короткометражний |
| 1992 | 白玫瑰                     | Rose                                  |                                          |                  |
| 1992 | 家有喜事                   | All's Well, Ends Well                 | «Кінець діло хвалить»                    |                  |
| 1992 | 真的愛妳                   | True Love                             |                                          |                  |
| 1992 | 新龍門客棧                 | New Dragon Gate Inn                   | «Ворота дракона»                         |                  |
| 1992 | 譁! 英雄                   | What a Hero!                          |                                          |                  |
| 1992 | 雙龍會                     | Twin Dragons                          | «Близнюки-дракони»                       |                  |
| 1992 | 警察故事3: 超級警察        | Police Story 3: Supercop              | «Поліційна історія 3: Суперполіцейський» |                  |
| 1992 | 三人做世界                 | Heart Against Hearts                  |                                          | камео            |
| 1992 | 戰神傳說                   | Moon Warriors                         |                                          |                  |
| 1993 | 千面天王                   | Millionaire Cop                       |                                          |                  |
| 1993 | 赤腳小子                   | The Bare-Footed Kid                   | «Босоногий малюк»                        |                  |
| 1993 | 東方三俠                   | The Heroic Trio                       | «Героїчне тріо (фільм)»                  |                  |
| 1993 | 武俠七公主                 | Holy Weapon                           |                                          |                  |
| 1993 | 青蛇                       | Green Snake                           | «Зелена змія»                            |                  |
| 1993 | 飛越謎情                   | Enigma of Love                        |                                          |                  |
| 1993 | 東成西就                   | The Eagle Shooting Heroes             |                                          |                  |
| 1993 | 神經刀與飛天貓             | Flying Dagger                         |                                          |                  |
| 1993 | 追男仔                     | Boys Are Easy                         |                                          |                  |
| 1993 | 現代豪俠傳                 | Executioners                          | «Кати 2»                                 |                  |
| 1993 | 廉政第一擊                 | First Shot                            |                                          |                  |
| 1993 | 濟公                       | Mad Monk                              |                                          |                  |
| 1994 | 新同居時代                 | In Between                            |                                          |                  |
| 1994 | 東邪西毒                   | Ashes of Time                         | «Прах часів»                             |                  |
| 1996 | 甜蜜蜜                     | Comrades: Almost a Love Story         | «Товариші: Майже любовна історія»        |                  |
| 1996 |                            | Irma Vep                              | «Ірма Веп»                               |                  |
| 1997 | 宋家皇朝                   | The Soong Sisters                     | «Сестри Сун»                             |                  |
| 1997 | Chinese Box                |                                       |                                          |                  |
| 1999 | 爱在异乡的故事             | Augustin, King of Kung-Fu             |                                          |                  |
| 2000 | 一見鍾情                   | Sausalito                             |                                          |                  |
| 2000 | 花樣年華                   | In the Mood for Love                  | «Любовний настрій»                       |                  |
| 2002 | 英雄                       | Hero                                  | «Герой»                                  |                  |
| 2004 | 2046                       | 2046                                  | «2046»                                   |                  |
| 2004 |                            | Clean                                 | «Очищення»                               |                  |
| 2009 | 惡棍特工                   | Inglourious Basterds                  | «Безславні виродки»                      | видалені сцени   |
| 2010 | 全城熱戀                   | Hot Summer Days                       | «Гарячі літні дні»                       | камео            |
| 2010 |                            | Better Life                           |                                          | короткометражний |
| 2010 | 萬層浪                     | Ten Thousand Waves                    |                                          |                  |

| Рік  | Оригінальна назва | Англійська назва          |
| ---- | ----------------- | ------------------------- |
| 1984 | 畫出彩虹          | Rainbow Round My Shoulder |
| 1984 | 新紮師兄          | Police Cadet '84          |
| 1985 | 武林世家          | The Fallen Family         |
| 1985 | 拆擋拍擋          | Zhe Dang Pai Dang         |
| 1985 | 楊家將            | The Yang's Saga           |
| 1985 | 橋王之王          | Kings of Ideas            |

## Нагороди
Азійсько-тихоокеанський кінофестиваль
- 1997 — Найкраща жіноча роль («Товариші: Майже любовна історія»)

Берлінський міжнародний кінофестиваль
- 1992 — Найкраща жіноча роль («Акторка»)

Каннський кінофестиваль
- 2004 — Приз за найкращу жіночу роль («Очищення»)

Міжнародний кінофестиваль у Чикаго
- 1992 — «Срібний Г'юго» найкращій акторці («Акторка»)

Сезар
- 2005 — номінація за Найкращу жіночу роль («Очищення»)

Золотий кінь
- 2000 — Найкраща жіноча роль («Любовний настрій»)
- 1997 — Найкраща жіноча роль («Товариші: Майже любовна історія»)
- 1992 — Найкраща жіноча роль («Ворота дракона») — Номінація
- 1991 — Найкраща жіноча роль («Акторка»)
- 1990 — Найкраща жіноча роль другого плану («Червоний пил»)
- 1989 — Найкраща жіноча роль («Повня у Нью-Йорку»)

Гонконзька кінопремія
- 2003 — Найкраща жіноча роль («Герой») — Номінація
- 2001 — Найкраща жіноча роль («Любовний настрій»)
- 1998 — Найкраща жіноча роль («Сестри Сун»)
- 1997 — Найкраща жіноча роль («Товариші: Майже любовна історія»)
- 1993 — Найкраща жіноча роль («Акторка»)
- 1993 — Найкраща жіноча роль («Ворота дракона») — Номінація
- 1991 — Найкраща жіноча роль «Прощавай, Китай» — Номінація
- 1991 — Найкраща жіноча роль другого плану («Червоний пил») — Номінація
- 1990 — Найкраща жіноча роль («Історія рибки»)
- 1989 — Найкраща жіноча роль («Поки не висохнуть сльози») — Номінація
- 1985 — Найкраща нова акторка («За жовтою лінією») — Номінація